# 그렉 크로아하트먼
그렉 크로아하트먼 (영어: Greg Kroah-Hartman) 은 리눅스 커널 개발자이다. 2013년 04월 기준, 리눅스 -stable 브랜치, 스테이징 서브시스템, USB, 드라이버 코어, debugfs, kref, kobject, 그리고 sysfs 커널 서브시스템, 사용자 공간 I/O (한스 J. 코흐와 함께), 그리고 TTY 계층의 리눅스 커널 관리자이다.  또한 linux-hotplug, udev 프로젝트, 그리고 Linux Driver Project를 만들었다. 노벨의 SUSE 랩 부서에서 일했으며, 2012년부터 리눅스 재단에서 일하고 있다.

## 생애
책 《리눅스 디바이스 드라이버》 (3판)의 공동 저자이며 Linux Kernel in a Nutshell의 저자이다. 그리고 과거에는 리눅스 저널의 기고 편집자였으며, 리눅스 뉴스 사이트인 LWN.net에도 기사를 기고했다.
강연 및 튜토리얼을 통해 커널 및 드라이버 개발 문서에 기여했으며,. 2006년에는 프로그래머가 리눅스 장치 드라이버 개발 작업을 시작할 수 있도록 자료의 CD 이미지를 공개했다.
또한 오픈수세 배포판의 롤링 릴리스 버전인 오픈수세 텀블위드의 개발을 주도했다.

## 서적
- Jonathan Corbet; Alessandro Rubini; Greg Kroah-Hartman (2005). 《Linux Device Drivers》 3판. Sebastopol, CA: O'Reilly. ISBN 0-596-00590-3.
- Kroah-Hartman, Greg (2006). 《Linux Kernel in a Nutshell》 1판. Sebastopol, CA: O'Reilly. ISBN 978-0-596-10079-7.